# كاتي مالوني
كاتي مالوني (بالإنجليزية: Katherine Maloney)‏ هي مجدفة أمريكية، ولدت في 22 مارس 1974 في كليفلاند في الولايات المتحدة.

## وصلات خارجية
- كاتي مالوني على موقع الاتحاد الدولي للتجديف (الإنجليزية)
- كاتي مالوني على موقع اللجنة الأولمبية الدولية (الإنجليزية)
- كاتي مالوني على موقع أوليمبيديا (الإنجليزية)